# 케일리 앤서니 사망 사건

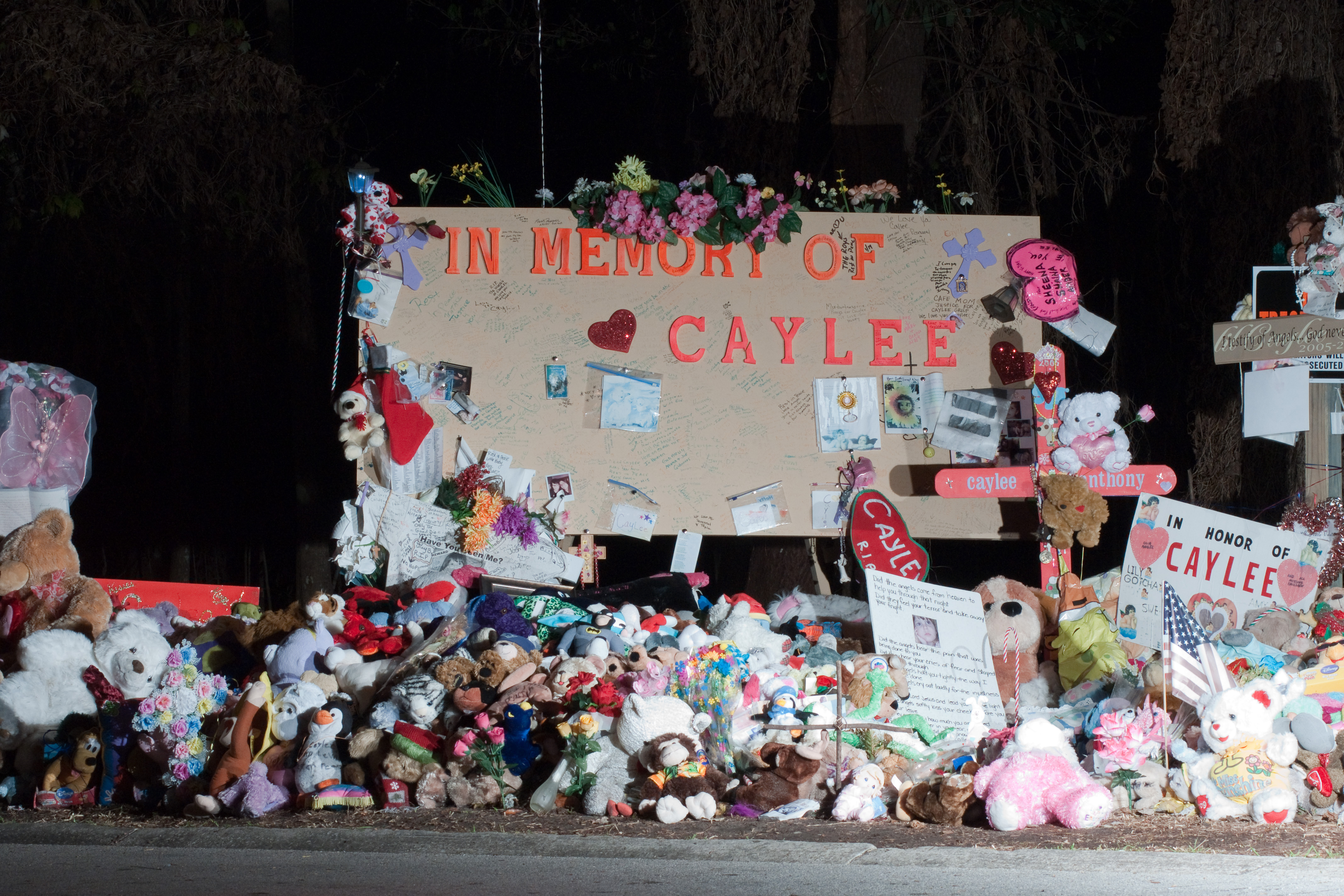
케일리 앤서니의 유해가 발견된 곳 근처의 기념관

케일리 마리 앤서니(Caylee Marie Anthony, 2005년 8월 9일~2008년 6월 16일, 이하 케일리)는 미국 플로리다주 올랜도에서 2008년 7월에 실종되어 2008년 12월에 자기 집 근처에서 유해로 발견된 2살 소녀이다. 그녀의 모친 케이시 마리 앤서니(Casey Marie Anthony, 당시 22세, 이하 케이시)는 딸의 죽음에 대해 1급 살인죄로 재판을 받았으나 무죄를 선고받았다. 이 사건은 O.J. 심슨 사건 이후로 미국에서 가장 큰 관심을 끈 사건으로 “세기의 범죄”라 불린다.
2008년 7월 케일리가 모친과 외조부모와 함께 살던 집을 나간 이후 보이지 않자 걱정한 할머니 신디 앤서니는 경찰에 신고했다. 경찰이 케일리 앤서니의 실종을 보고받은 것은 케일리가 실종되고 31일이 지난 2008년 7월 15일이었고, 신디는 911 긴급전화로 케일리가 31일 동안 보이지 않았으며 자신의 딸 케이시의 차에서 부패한 냄새가 난다고 신고했다. 신고 당시, 신디는 케이시가 케일리의 행방에 대해 애매하게 대답했으며, 유모가 없는데도 아이가 유모와 있다고 거짓말한다고 주장했다. 케일리의 행방이 밝혀지지 않은 상태에서 케이시는 10월에 1급 살인죄로 기소되었으며 무죄를 주장했다. 그 와중에 시민들과 경찰은 실종된 케일리를 찾기 위해 노력했고 결국 12월 11일에 집 근처의 숲 속 쓰레기 봉투에서 케일리의 유해를 찾아냈다. 검시관은 케일리의 유골에 강력 접착테이프가 남아 있는 것으로 보아 살인된 것 같다고 말했으나, 공식적인 보고서에서는 사인불명으로 보고했다.
재판은 2011년 5월에서 7월까지 6주 동안 지속되었다. 검사는 케이시가 부모로서의 책임에서 벗어나기 위해 케일리에게 클로로포름을 먹인 다음 접착 테이프로 질식시켰다고 주장하며 사형을 구형하였다.

## 케일리의 실종

### 사건의 배경
케일리의 성장 배경은 복잡했다. 19세에 임신한 케이시는 자신의 임신 사실을 몰랐으며 간호사인 그녀의 모친 신디조차 처음에는 딸 케이시의 임신 사실을 몰랐다. 임신했다는 사실을 알았을 때 케이시는 아이를 고아원에 보내고 싶어하였으나 모친의 설득으로 부모님 집에서 딸을 키우게 되었다.
케일리의 부친은 밝혀지지 않았다. 케이시는 케일리의 부친일 가능성이 있는 남자를 여러 명 지목했지만 아무도 친부가 아니었다. FBI 검사 결과는 케이시의 부친 조지 앤서니와 오빠 리 앤서니 또한 케일리의 생물학적 부친이 아니라는 사실을 밝혔다.

### 케일리의 실종
한동안 부모에게 직업과 인간관계 등에 대해 거짓말을 하던 케이시는 부모의 돈을 훔치기 시작했다. 2008년 7월 15일, 케이시는 돈을 훔친 사실로 신디와 크게 다툰 후 딸 케일리를 데리고 집을 나왔다. 그리고 케일리는 그 다음 날인 2008년 7월 16일 죽었다.
케이시는 31일 동안 집에 돌아오지 않았고 케일리와 만나겠다는 신디의 요청을 거절했다. 케이시는 케일리에 대한 질문을 받을 때마다 케일리가 '세나이다 곤살레스'라는 보모와 함께 있다고 거짓말했다. 케이시의 친구들은 딸 케일리의 행방이 묘연했던 31일 동안 케이시가 매우 행복해 보였다고 증언했다. 케이시는 남자친구와 함께 클럽에서 술을 마시고 춤을 추면서 시간을 보냈으며 심지어 '아름다운 인생'이라는 뜻의 'bella vita'라는 문신을 새기기도 했다.
케일리의 조부모 조지와 신디는 한 달 가까이 손녀 케일리를 보지 못하자 7월 16일 경찰에 실종신고를 했으며 폐차장에 버려진 딸 케이시의 차에서 시체 냄새가 났다고 증언했다. 주목할 점은 조지는 전직 탐정이었고 신디는 간호사였다는 사실이다.

## 케이시 앤서니 사건

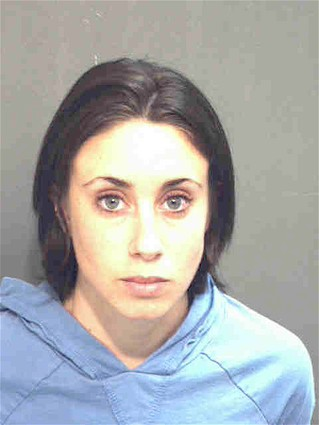
케이시 앤서니

### 사건 조사
사건을 맡은 형사 유리 멜치(Yuri Melch)는 케일리의 실종 조사에 착수한 후 케이시의 증언이 상당부분 거짓말임을 알았다. 멜치가 케일리의 행방에 대해 질문하자 케이시는 세나이다 페르난데스곤살레스(Zenaida Fernandez-Gonzalez)라는 보모가 케일리를 납치해 갔다고 했다. 그러나 케이시의 가족과 친구 모두 그녀에 대해서 아는 바가 없었고 조사 결과 제네이다는 케이시와 한 번도 만난 적이 없다는 사실이 밝혀졌다. 또한 케이시는 경찰에게도 자신이 유니버설 스튜디오에서 근무한다고 거짓말했으나 실제로는 임신 직후 해고당했다. 2008년 7월 16일 수사관들이 케이시를 유니버설 스튜디오로 데려가 사무실을 보여 달라고 요청하자 케이시는 결국 해고당했음을 실토했다.
케이시는 2008년 7월 16일에 체포되었고 위증, 아동학대, 공무 집행 방해로 기소되었다. 2008년 8월 21일, 오렌지 카운티 형무소에 수감되어 있던 케이시는 레오나드 파딜라의 조카가 보석금을 지불하여 풀려났다.
2008년 8월 11일에서 13일 사이에 로이 크롱크(Roy Kronk)라는 사람이 앤서니 가 근처에서 수상한 물품을 발견했다고 신고했다. 그는 두 명의 경찰관들에게 자신이 해골처럼 보이는 것을 발견했다고 하였다. 하지만 경찰은 수색과정에서 아무것도 찾지 못했고, 결국 크롱크는 2008년 12월 11일 다시 경찰에 신고하였다. 경찰들은 쓰레기 봉투에서 아이의 유해를 찾았는데, 아이의 머리에는 강력 접착제가 붙어 있었고 뼈에는 살이 조금 남아 있었다.
이후 나흘 동안 인근 숲에서 계속 뼈가 발견되었다. 2008년 12월 19일 검시관 잰 가라발리아 박사(Dr. Jan Garavaglia)는 그것이 케일리 앤서니의 유해라고 증언하였다. 케일리는 살해당한 것으로 추정되었지만, 정확한 사인은 밝혀지지 않았다.

### 사건의 증거물
400개의 증거물이 제시되었다. 케이시의 차 트렁크에서 발견된 머리카락 한 가닥이 케일리의 빗에서 발견된 머리카락과 매우 유사하다는 것이 나타났다.
유해의 발견자인 로이 크롱크는 자신이 경찰에 신고한 그대로를 법정에서 말하였다. 2008년 10월 24일 오크리지 국립 실험실에서 근무하는 아르파드 바스 박사(Dr. Arpad Vass)의 법의학적 보고에 의하면 케이시 앤서니의 차에서 나온 공기의 화학물질 중 사람의 부패를 구성하는 화학 요소가 5개나 발견되었다고 한다. 이 과정은 재판에서 도버트 테스트(Daubert Test)에 의한 검증을 받지 않았다. 바스 박사의 팀은 차 트렁크에 클로로포름이 있다는 것또한 밝혔다.
2009년 10월에 관리들은 케이시 앤서니 조사와 관련된 문서 700장을 내보냈다. 그 중에는 검사측에서 증거로 제시하였던 앤서니가 컴퓨터 검색목록에서 나온 “목 부러뜨리기” 와 “클로로포름을 만드는 방법”에 관한 자료도 있었다.
전문가들에 의하면 케일리의 해골에서 하트 모양 스티커가 강력 접착제 위에 붙어 있었다고 하였으나, 염색 테스트를 거치고 난 후의 강력 접착제에서는 스티커의 흔적을 찾을 수가 없었다. 사건 현장에서는 조지와 신디 앤서니 집에서 케일리의 침구로 사용하였던 아기곰 푸(Winnie the Pooh Bear) 무늬 담요 또한 발견되었다.
증거로 사용된 사진 중에는 케이시의 예전 남자친구 리카르도 모랄레스(Ricardo marales)가 자신의 마이스페이스 계정에 올린 “얘를 클로로포름으로 유혹하자(win her over with chloroform”라는 문구가 든 포스터가 있었다.
컴퓨터 소프트웨어 전문가 존 데니스 브래들리는 케이시 앤서니가 집 컴퓨터로 “클로로포름”이라는 단어를 84번 찾았다고 증언하였다. 나중에 브래들리는 자신이 개발한 소프트웨어의 오류 때문에 그런 결과가 나왔던 것이며, 사실상 “클로로포름”이라는 단어는 한번밖에 검색되지 않았다고 밝혔다. 그러나 이 사실은 판별이 내려지기 전에 배심원에게 전달되지 않았다. 법 분석가 한 명은 만약 앤서니가 유죄판결을 받았더라면 검사측에서 위 내용을 배심원에게 완벽히 전달하지 못한 것때문에 이 사건을 재판상의 착오로 분류할 수 있다고 말하였다.

## 형사사건 재판

### 검사, 변호인, 배심원단
케이시 앤서니 사건은 린다 드레인 버딕(Linda Drane Burdick), 프랭크 조지(Frank George), 제프 애슈턴(Jeff Ashton) 검사가 담당했다. 피고측 주 변호는 호세 바에스(Jose Baez)가 맡았고, 공동 변호는 체니 메이슨(Cheney Mason), 도러시 클레이 심스 (Dorothy Clay Sims), 앤 피넬(Ann Finnell)가 맡았다. 조지와 신디 앤서니의 변호는 마크 리프먼(Mark Lippman)이 맡았다.
올란도에서 발생한 이 사건의 배심은 2011년 5월 9일부터 플로리다주 피넬러스 카운티(Pinellas County)에서 진행되었다. 2011년 5월 20일, 남자 9명과 여자 8명으로 구성된 17명의 배심원단및 대리인단이 선서하였다. 재판은 6주에 걸쳐 진행되었고, 그 동안 배심원들은 외부의 영향을 피해 격리되었다.

## 모두 진술과 증인 선서
2011년 5월 24일 오렌지 카운티 법정에서 판사 벨빈 패리(Belvin Perry)의 입회 하에 재판이 시작되었다. 진술에서 검사장 린다 드레인 버딕은 케일리 앤서니의 실종에 대해 단계별로 설명하였다. 검사 측에서는 이 사건이 고의적 살인이라고 주장하였고, 따라서 케이시 앤서니에게 사형을 선고할 것을 요청하였다. 검사들은 케이시가 클로로포름으로 딸 케일리를 마취시키고 강력 접착 테이프로 입과 코를 막아서 질식사시킨 후 시체를 차 트렁크에 며칠 동안 방치했다고 주장하였다. 또한 케이시 앤서니가 파티광이라는 점을 강조하면서 케이시가 엄마로서의 책임에서 벗어나 자유롭게 인생을 즐기고자 딸을 죽였다고 주장하였다.
호세 바에스가 이끈 변호측은 모두진술에서 케일리가 2008년 6월 16일 가족 수영장에서 실수로 익사했고, 그 시체를 발견한 조지 앤서니는 케이시가 아동 방치죄로 남은 인생을 감옥에서 살 것을 염려하여 케이시와 함께 케일리의 죽음을 은폐하려 했다고 주장하였다. 바에스는 케이시가 어린 나이에 아버지와 오빠한테서 성적 추행을 당해 오면서 자신의 아픔을 감춰왔다고 주장하였다. 바에스는 케이시가 유모의 이야기를 만들어냈다는 것은 인정하였지만, 케일리의 뼈를 찾은 부조종사 로이 크롱크가 그 뼈를 다른 장소에서 옮겼을 가능성에 대한 의문을 제기하였다. 또한 그는 경찰들이 화제를 만들고 싶은 욕망 때문에 객관적으로 사건을 수사하지 않았다고 비판했다.
검사측은 조지 앤서니를 첫 번째 증인으로 요청했다. 그는 자신이 딸 케이시를 성추행한 적이 없다고 밝혔다. 그리고 케이시가 자신의 집을 찾아왔던 6월 24일에는 차 트렁크에서 시체 냄새가 나지 않았지만 차를 다시 가지러 왔던 7월 15일에는 시체가 썩어가는 냄새를 맡을 수 있었다고 증언하였다. 반면 신디 앤서니는 신고 당시 케이시의 차에서 누군가 죽은 것 같은 냄새가 났다고 말했던 것에 대해 자신이 말버릇처럼 하는 말에 불과하다고 말했다.
검찰측은 케이시의 전 남자친구 리카르도 모랄레스(Ricardo Morales)의 컴퓨터에“얘를 클로로포름으로 유혹하자(win her over with chloroform)”라는 캡션이 적힌 포스터가 저장되어 있었다는 점도 증거로 제시하였다. 이러한 주장에 대해 모랄레즈는 그 포스터는 앤서니와 아무런 관련이 없으며 앤서니와 클로로포름에 대해 말하거나 그의 컴퓨터로 클로로포름에 대해 검색한 적이 없다고 밝혔다.
검사 측은 소프트웨어수사 전문가인 존 대니스 브래들리에게 앤서니의 집에서 가져온 컴퓨터의 파일을 분석해 달라고 요청하였다. 검사 측의 질문에 대해 브래들리는 2008년 3월 17일부터 3월 21일까지의 검색 경로를 추적하는 데에 성공하였으며 그 기간에 sci-spot.com에서 “클로로포름”이라는 단어가 84번 검색되었다는 사실을 알아냈다. 그는 심지어 몇 개의 사이트는 컴퓨터의 즐겨찾기 목록에 추가되어 있을 것으로 추정했다. 하지만, 반대심문에서 브래들리는 앤서니 가의 컴퓨터에 두 개의 계정이 있었으므로 누가 클로로포름이라는 단어를 검색하였는지 알 수 없다고 인정했다. 나중에 브래들리는 자신의 분석이 틀렸으며 클로로포름에 대한 검색이 한 번 밖에 없었다고 진술을 번복하였으나 이 사실은 배심원들에게 알려지지 않았다.
경찰견 조련사 제이슨 포지(Jason Forgey)는 후각이 매우 뛰어난 탐색견 제러스(Gerus)가 케이시 앤서니의 차에서 부패된 냄새를 맡았다고 증언하였다. 이에 대해 반대심문인 바에스는 개의 경력에 의문을 제기하였다. 크리스틴 브루어(Kristin Brewer)도 자신의 경찰견 본스(Bones)가 2008년 7월 케이시의 집을 수색할 때 부패한 냄새를 맡았다고 증언하였으나 두 경찰견 모두 그 집을 다시 방문했을 때 아무 냄새를 맡지 못하였다. 브루어는 그 두 마리의 경찰견들이 냄새를 맡지 못한 건 냄새가 흐려졌기 때문이라고 설명했다.
검사측은 수석 검시관 잰 가라발리아 박사를 증인으로 지목했다. 박사는 모든 증거를 종합한 결과 케일리의 죽음이 살인에 의한 것으로 추정되나 명확한 흔적이 없어 사인불명으로 판별하였다고 증언했다. 또한 “경험상 아이가 없어졌는데 신고하는 이가 없으면 살인일 가능성이 크다”고 말하였으며,“어떤 아이든 죽을 때 하관에 강력접착제가 붙여 있는 것은 의심거리가 된다”고 주장하였다. 마지막으로 박사는 작은 양의 클로로포름으로도 아이를 죽일 수 있다고 말하였다.
검사측은 다음으로 플로리다 대학 교수인 마이클 워런(Michael Warren)을 증인석으로 불렀다. 워렌 교수는 컴퓨터 애니메이션을 통해 강력 접착제가 아이의 죽음에 어떻게 쓰였을지를 예측했다(피고측의 반대에 불구하고 패리 판사는 이 동영상을 배심원에 보여주는 것을 허락하였다). 동영상을 본 변호사 바에스는“이 동영상은 더럽고 끔찍한 공상에 불과하다. 저들(검사측)은 벽에 아무거나 던져서 그게 붙는지 보려고 하고 있다”고 말했다. 워런은 강력 접착제가 시체의 부패가 시작되기 전에 아이의 입에 붙여졌을 것이라 추정한다고 밝혔다.
FBI 지문채취 전문가 엘리자베스 폰테인(Elizabeth Fontaine)은 방사선 검사 결과 케일리의 유골의 입 부분에서 하트모양의 접착제가 발견되었다고 밝혔다. 폰테인은 강력 접착제에서 지문의 흔적을 찾을 수 없었다고 말했지만 아이의 유골이 밖에 방치되어 있던 기간을 고려해보면 지문이 지워진 것이 당연하다고 했다. 폰테인은 “나는 조사를 할 때 이상한 부분이 있으면 그걸 기록하고 조사를 계속한다”고 밝히면서, 염색 검사를 끝낸 후에는 강력 접착제에서 하트모양 스티커가 더 이상 보이지 않았다고 진술하였다.
피고측은 두 명의 정부관계자들을 증인석으로 불렀다. 우선 수석 법의관은 강력 접착제가 처음 붙여진 위치가 불명확하고 케일리의 유해를 모으면서 그 위치가 움직였을 가능성이 있다고 말했다. 신디 앤서니는 자신의 가족이 애완동물을 묻을 때 담요로 싼 다음 플라스틱 백에 넣어 강력 접착제로 봉한다고 진술하였다. 또, FBI 의검시관은 아이의 유해에서 하트모양 스티커의 흔적을 찾지 못했다고 말했다.
피고 측이 증인으로 요청한 법의병리학자 워너 스피츠 박사(Dr. Werner Spitz)는 가라발리아 박사 다음으로 케일리를 검시한 의사로 가라발리아 박사와는 전혀 다른 증언을 했다. 그는 “검시할 때에는 몸 전체를 검사해야 한다”면서, 가라발리아 박사가 케일리의 해골을 해부하지 않았기 때문에 검시에 오류가 있었다고 주장하였고 따라서 아이의 죽음이 살인이라고 단정짓는 것은 너무 성급한 판단이라고 말하였다. 또한, 스피츠 박사는 강력 접착제에 DNA가 발견되지 않는 것으로 보아 강력 접착제가 아이가 죽은 후 시신에 붙여진 것이라고 주장하였으며 누구나 사건 현장 사진을 조작할 수 있었을 것이라고 말했다.
다음으로 바에스는 신디 앤서니를 증인석으로 불렀다. 신디는 자신이 집 컴퓨터로 클로로포름을 검색하였다고 진술하였으며, 검사측의 추측이나 직장 출석표와는 달리 자신은 그 시간에 사무실에 있었던 것이 아니라 케이시와 함께 집에 있었다고 밝혔다.
또 다른 피고측 증인인 플로리다 인터내셔널 대학 화학과의 켄퍼튼 박사는 인체의 부패에 특정되어 있는 화학 물질이 있는지에 대한 조사 결과는 없다고 진술했고, 이에 따라 페리 판사는 배심원단이 트렁크에서 채취한 공기 샘플의 냄새를 맡을 필요가 없다고 결론을 내렸다.
법정 공방이 계속되던 6월 28일, 피고측은 2008년 12월에 케일리의 시체를 처음 발견한 로이 크롱크를 증인으로 지목했다. 크롱크는 바에스 변호사의 질문에 아이의 시체를 발견한 대가로 5000달러를 받았다고 진술했다.
6월 30일, 피고 측은 크리스털 홀러웨이(Krystal Holloway)를 증인석에 세웠다. 홀러웨이는 자신이 조지 앤서니와 불륜을 저질렀으며 그가 케일리의 죽음에 관해서 “조정이 불가능해진 실수”라고 말했다고 밝혔다. 또한 조지가 “나는 정말 안타까운 사고였다고 믿고 있지만, 케이시는 [이 사건을] 덮으려고 한다”고 말했다고 했다. 기자들이 홀러웨이에게 조지 앤서니가 직접 케일리가 죽었다고 말한 적 있느냐고 묻자 할로웨이는 그렇다고 대답하였다.
전에 있었던 증언에서 조지는 홀러웨이와 불륜을 저지른 것에 대해 부인하였었다. 판사는 홀러웨이의 증언을 들은 후 배심원들에게 조지 앤서니의 증언의 신뢰성에 대해 의문을 제기했다.
검사측은 6월 15일 59명의 증인과 70개의 증언을 들은 끝에 증인 심문을 종료하였고 피고 측은 6월 30일 47명의 증인과 63명의 증언을 들은 후 심문을 종료하였다. 케이시 앤서니는 증언하지 않았다.
6월 30일에서 7월 1일까지 이틀 동안 검사측은 피고 측의 변론에 반박하였다. 검사측은 배심원에게 케일리의 옷과 조지의 자살 쪽지 등을 보여주었다. 이후 신디가 일하던 회사 대표를 불러서 신디가 클로로포름을 컴퓨터에 검색한 날 일찍 퇴근했는데 왜 기록에는 그렇게 나오지 않았는지 설명하게 하였다. 또한 마이클 워런 박사의 증언을 통해 검시 시 전신을 검사해야 한다는 피고 측의 입장을 반박했다. 변호측은 2008년 6월 16일에 신디와 조지 앤서니 사이에 아무런 통화가 없었다고 밝혔으나, 이에 대해 검사측은 조지가 휴대폰을 하나 더 소지하고 있을 가능성에 대한 의문을 제기하였다.

### 최종변론
최종 변론은 7월 3일에서 7월 4일에 걸쳐 이루어졌다. 검사측 제프 애슈턴 검사는 케이시 앤서니의 여러 거짓말들, 차 트렁크에서 났던 시체 썩는 냄새, 그리고 케일리의 유해에서 발견된 여러 소지품을 언급하였다. 그는 “유모 재니(Zany)”를 예로 들면서 케이시가 반복적이고 지속적으로 거짓말을 한다는 것을 강조했다.
애슈턴은 케일리의 유해와 같이 발견된 물품들도 다시 언급하였다. 애슈턴은 케일리의 시체를 싸고 있던 곰 무늬 담요, 비닐봉지, 그리고 비교적 구하기 힘든 브랜드의 강력 접착제를 증거로 제시하며 케이시가 케일리를 죽였다는 자신의 주장을 확고히 했다. 그는 또한 케이시가 수영장에서 익사한 아이의 죽음을 감추려고 했을 뿐이라는 변호측의 주장을 비판하면서,“아무도 실수를 살인으로 보이게 내버려두지는 않는다”고 반박했다. 그는“케이시는 자신이 원하던 삶, 아니면 자신의 아이의 양육, 둘 중 하나를 택해야 하였다. 그리고 그녀는 아이를 희생하기로 결정했다”고 말했다.
피고측의 최종변론 이전에 판사는 피고측이 증언을 통해서 케일리의 사인이 익사라는 결론을 내릴 수는 있지만, 조지 앤서니가 케이시 앤서니에게 성적 추행을 가했다는 것은 “절대 증명될 수 없는 것”이기 때문에 언급해선 안 된다고 명령했다. 바에스 변호사는 검사측이 배심원들이 빈약한 증거를 신뢰하도록 노력하고 있다고 비판했다. 그는 케이시 앤서니의 차 트렁크에서 나온 냄새가 케일리의 시체에 의한 냄새였다는 것은 증명되지 않았다고 비판했으며, 검사 측이 부족한 증거만으로 피고를 거짓말쟁이로 몰아가고 있다고 말했다. 그는 케일리의 사인은 익사이며 케일리는 충분히 자기 혼자서 집을 나올 수 있는 나이였다고 주장했다. 그는 집에 어린이용 보호장치가 없었다는 것을 강조하였다. 바에스는 케일리가 사다리를 스스로 수영장에 올려놓지 못한다는 신디의 진술에 대해 아마 그 전날 신디가 실수로 사다리를 수영장에 그대로 놓은 채 집으로 돌아왔을 것이라고 주장했다.
바에스 변호사는 배심원이 증거가 아닌 감정에 의거해 판단할 것에 대한 우려를 제기했고, 이 사건의 핵심은 처음부터 “사건 자체의 특수성보다 사건이 일어난 사람”이었다고 했다. 그는 케이시의 여러 비도덕적 행동이 소외된 가정에서 자라난 탓이라고 말하며 배심원들이 이성적으로 판결을 내리기를 요청했다..
추가적인 최종 변론에서 체니 메이슨(Cheney Mason) 변호사는 배심원단은 피고인의 죄에 대한 증거가 확실하지 않은 한 피고를 무죄로 판별할 의무가 있다고 하였으며 입증의 책임이 주에 있다고 주장했다.
검사장 린다 드레인 버딕은 검사측 반박에서 “나의 가장 큰 걱정은 이 사건에 있어서 상식이 고려되지 않을 수 있다는 점”이라고 말했다. 버딕 검사장은 케이시가 아이의 죽음 이후 지속적인 거짓말을 하고 방탕한 삶을 산 것은 자신의 죄를 회피하려고 한 증거라고 주장하며, 조지와 신디가 걱정하고 있을 때 케이시는 파티에 열중했다는 것에 대한 증거사진들을 제시했다. 케이시의 팔에는 케일리가 죽은 이후에 새긴 “bella vita (아름다운 인생)”라는 문신이 있었다.
배심원은 7월 4일에 심의를 시작하였다.

### 판별과 형벌
2011년 7월 5일 배심원단은 케이시 앤서니가 1급 살인죄, 아동살인, 아동학대에 대해 무죄라고 판결하였다. 그러나 수사관에게 거짓말을 함으로써 수사를 방해했다는 혐의는 유죄로 인정하였다.
2011년 7월 11일 판사는 앤서니가“네 개의 거짓말”을 했다고 말하면서 법률진행에 필요 이상의 돈과 시간을 상당히 많이 소비하게 했다고 말했다. 판사는 다음과 같은 사항에 대해 형을 선고했다.
- 첫째, 피고인은 수사관에게 자신이 유니버설 스튜디오에서 일한다고 거짓말을 했다.
- 둘째, 피고인이 케일리가 유모와 함께 있었다고 거짓말해서 수사관이 존재하지 않는 유모를 추적하게 하였다.
- 셋째, 피고인은 유니버설 스튜디오 고용인 제프 홉킨스(Jeff Hopkins)와 줄리엣 루이스(Juliet Lewis)에게 케일리의 실종을 보고했다고 거짓말했다.
- 넷째, 피고인은 수사관에게 자신이 2008년 7월 15일에 케일리와 전화했다고 말했고, 그 거짓말의 진위를 밝히는 데에 필요없는 인력을 낭비시켰다.

판사는 케이시에게 자치군 주에서 1년 동안 살 것과, 각각의 네 개 항목에 대해서 법으로 지정할 수 있는 가장 큰 액수의 벌금인 1000달러를 지불하라고 선고했다. 앤서니는 1034일의 유예기간을 받았으며 2011년 7월 17일에 풀려나올 수 있었다.

## 언론의 보도

### 초기(재판 전(前))
미국의 언론은 케이시 앤서니 사건을 집중 조명했다. 케일리의 실종부터 사망에 이르기까지 사건의 모든 전개 과정이 각종 신문의 1면에 실렸고 이 사건에 대한 토크쇼가 열리고 다큐멘터리가 제작될 만큼 케이시 앤서니 사건은 전국적인 관심을 받았다. 수많은 범죄 심리학 전문가들이 이 사건을 분석하여 인터넷에 게시했으며 사건 조사 중에 만들어진 보안관의 진술서나 케이시 앤서니의 문자 내역 등이 많은 미국 국민들에게 공개되었다. 미국 전역에서 실종된 케일리를 찾으려는 움직임이 일어났고, 그 어린 소녀의 죽음이 알려지자 많은 사람들이 눈물을 흘렸다. 케이시 앤서니를 의심하며 아이를 제대로 돌보지 않고 파티에 가는 등 부모로서 무책임한 태도를 보인 것에 대한 비난 여론도 들끓었다.
앤서니 가족들도 엄청난 정신적 피해를 입었다. 지나친 언론의 관심과 시위자들의 공격 때문에 조지 앤서니는 우울증에 시달렸고 자살을 기도하기도 했다. 또, 가족사가 적나라하게 대중에 공개되어 케이시는 우울증과 더불어 발작을 일으키기도 했다.

### 재판 관련 보도
케이시 앤서니가 기소되고 그녀가 케일리를 죽였을 수 있다는 가정을 뒷받침할 수 있는 근거가 하나 둘씩 공개되자 이 사건에 대한 국민들의 관심은 커져갔다. 사건에 대해 자세히 알려는 사람들로 인해 각 방송국들의 시청률과 신문사들의 매출액이 급증했고 SNS를 통해 자신들의 견해를 밝히는 사람들은 셀 수 없이 많았다.
재판 당일, 수많은 사람들이 대중에게 허용된 50석의 관람석을 차지하기 위해 법정으로 달려갔다. 재판이 진행되는 동안 사람들은 법정 밖에서 텐트를 치고 생활했으며 재판을 보기 위해 서로 실랑이를 벌이는 일이 잦았다. 올랜도 주민들의 관심이 이토록 큰 나머지 공정한 판단을 위해 다른 지역에서 배심원을 선발하게 되었고 선발하기까지의 기간도 기존에 걸리던 시간보다 훨씬 오래 걸렸다. 배심원들은 여론의 영향을 받지 않도록 하기 위해 격리되었다.
재판 기간에 방송국들은 엄청난 수익을 얻었다. 평균 시청률이 30배나 증가했고 텔레비전 시청 인구도 급증했다. 일례로 HLN 방송국의 낸시 그레이스(Nancy Grace)가 진행하는 뉴스는 최고 520만 명의 시청자수를 기록하며 방송국 창사 이래 최대 시청률을 갱신했다.
2011년 7월 5일, 재판이 시작된 지 2개월 만에 배심원단의 평결이 발표되었다. 배심원단은 케이시가 받고 있던 혐의인 1급 살인죄(First degree murder), 아동학대죄(Aggravated child abuse), 아동살인죄(Aggravated manslaughter of a child)에 대해 모두 무죄를 선고했다. 하지만, 4번에 걸쳐 경찰관에게 거짓말을 한 데에 대한 거짓 진술죄(Lying to Investigators)는 인정하였다.
케이시 앤서니에 대한 무죄 평결을 접한 대중들과 미디어 매체들은 배심원단이 잘못된 판단을 했다고 격렬하게 비난했다. 법정 밖에서는 500명에 이르는 사람들이 판결 무효 시위를 벌였고 많은 사람들이 소셜 네트워크를 통해 분노를 표출했다. 페이스북의 경우 1초에 10건 이상의 메시지가 새로 게시되어 총 메시지 수를 집계할 수 없을 만큼 빠른 속도로 게시글이 올라왔다. 뉴스 사이트들은 방문자 폭주로 방문자 수가 150% 증가했다.
USA투데이가 여론조사업체 갤럽과 시행한 설문조사에 따르면 미국인들의 64%가 케이시가 딸 케일리를 죽였다고 믿고 있으며 무죄평결에 대해 심한 반감을 가지고 있다는 결과가 나왔다.
그러나 수많은 사람들이 배심원단 평결을 반대하고 비난한 반면, 배심원단의 판단을 존중하는 사람들도 많았다. 폭스 뉴스의 앵커 숀 해니티는 “검찰 측의 증거자료가 너무나도 불충분했기 때문에 배심원들의 평결은 법적으로 아무런 문제가 없다.”고 주장했고, 타임의 존 클라우드(John Cloud) 기자도 이번 평결이 검찰 측의 정보부족으로 인한 것이라고 주장했다. 또, 캘리포니아 대학교 로스앤젤레스[[(UCLA)의 캐럴 리버먼 박사(Dr. Carole Lieberman)는 “사람들이 이번 판결에 화나는 이유는 미디어가 이미 케이시에게 유죄판결을 내렸기 때문”이라며, “합당한 법의 절차에 따라 진행된 평결이기 때문에 [케이시 앤서니 사건의 판결은] 정당하다.”고 주장했다.
한편 검찰 측의 무리한 고발이 케이시 앤서니로 하여금 무죄선고를 받게 했다는 주장도 제기되었다. 증거가 명확하지 않은 상태에서 사형을 선고하는 것은 매우 이례적인 일이기 때문에 검찰 측의 무리한 고소가 현실적이지 못했다는 지적이다.
케이시 앤서니 사건이 강조됨에 따라 두살바기 어린이의 실종과 죽음이 범국민적인 관심을 받은 이유에도 관심이 쏠렸다. 이에 대해서 많은 사람들의 의견이 분분했는데, HLN 부사장 스콧 사폰(Scot Safon)은 앤서니 가족의 복잡하고 수상한 관계에 사람들이 흥미를 느끼는 것이라는 이론을 내놓았고, CNN의 프랭크 팔리(Frank Farley)는 범죄 동기에 대한 궁금증과 인간의 본성에 대한 믿음이 사람들이 이 사건에 관심을 갖도록 하는 것이라는 의견을 제시했다.

## 사건의 여파

### 변호사, 검사, 배심원들
재판에 참여했던 변호사, 검사, 배심원들은 케이시 앤서니 사건에 대한 평결이 정당하다고 생각하는 것으로 드러났다. 케이시의 변호사였던 체니 메이슨(Cheney Mason)은 미디어가 케이시를 살인자로 몰아간 것에 대한 안타까움을 드러냈다. 메이슨 변호사는 케이시는 살인자가 아니라고 주장하며, 매체들을 상대로 “미디어 살인”을 저지르지 말라고 역설했다. 메이슨 변호사는“이번 사건이 지난 3년 간 선입견, 편견에 갇혀 미디어 살인을 저질러 온 사람들에게 큰 가르침이 되었기를 바랍니다. 또한, 자신들의 사건도 아니면서, 세부사항을 잘 알지도 못하면서 텔레비전과 라디오를 통해 이 사건에 대해 함부로 떠들었던 변호사들도 깊이 반성하길 바랍니다.”라고 말했다. 또한, 케이시 사건을 맡았던 제프 애슈턴 검사는 한 매체와의 인터뷰에서 “케일리의 두개골에 감겨 있던 덕트 테이프를 보고도 배심원단이 그렇게[무죄라고] 판단했다면 그런 것[무죄인 것]”이라며 평결을 받아들인다고 밝혔다. 또, 많은 사람들의 분노에 대해서 “사람들은 자신이 믿고 있는 가치가 사라졌거나 침해되었다고 느꼈을 때 강한 분노를 느낀다. 이 사건의 경우 모성애의 결여가 대중의 분노를 불러 일으켰다고 생각한다.”고 말했다. 배심원으로써 무죄평결을 내렸던 러셀 훼클러(Russel Huekler)는 “검찰 측의 증거가 워낙 불충분했기 때문에 어쩔 수[무죄평결을 내릴 수밖에] 없었다.”고 말했고, 또 다른 배심원이었던 제니퍼 포드(Jennifer Ford)는 “판결을 내리면서 화가 났다.”며, “그녀를 기소할 수 있을 만한 증거가 있기를 간절히 바랐다. 하지만 증거가 불충분했고, 무죄평결을 내릴 수밖에 없었다.”고 말했다.

### 앤서니 가족
재판 이후 앤서니 가족은 수많은 살해협박을 받았다. 현재 케이시와 그녀의 가족들은 은신 중이며 플로리다 교정부에서도 케이시의 거주지에 대한 정보가 유출되는 것을 막기 위해 케이시의 개인정보를 가석방자 명단에 입력하지 않았다. 하지만, 플로리다주 청소년 가정청에서는 “케이시는 그녀 자신의 행실로 비추어 봤을 때 딸을 보호해야 하는 부모의 책임을 다하지 못했다.”는 취지의 보고서를 발표했다. 이는 장래에 케이시가 아이를 갖거나 입양하려 할 경우 걸림돌이 될 것이다.

### 민사소송
2011년 7월 5일의 형사재판 이외에도 앤서니 가족들은 두 번의 민사소송에 휘말렸다. 2008년 9월 세네이다 페르난데스곤살레스(Zenaida Fernandez Gonzalez)는 케이시를 명예훼손 혐의로 고소했다. 곤살레스는 경찰 진술에서 케이시가 '케일리를 곤살레스라는 보모에게 맡겼다'고 진술한 것에 대해 손해배상을 청구하는 소송을 제기했다. 곤살레스는 누군지 알지도 못하는 케이시의 거짓 진술 때문에 경찰조사에 시달렸고 직장을 잃었으며 살던 아파트에서도 쫓겨났다고 주장했으며 수많은 살해협박에 시달리면서 큰 정신적인 피해를 입었다고 주장했다. 현재 이 재판에 대한 판결은 연기되었으며, 2013년 1월 2일에 판결이 내려질 예정이다.
또한 2011년 7월 텍사스 에퀴서치(Texas EquuSearch)회사는 케이시를 사기 및 부정축재 혐의로 고소했다. 이 회사는 2008년 7월에서 12월 사이에 케일리를 수색하는 데에 전폭적인 지원을 한 회사로, 실종된 케일리를 찾는데 10만 달러 이상을 소비했고 회사 전체인력의 40%이상을 사용했다고 주장했다. 텍사스 에퀴서치측은 케이시가 자신의 딸이 죽었다는 사실을 알고 있었음에도 거짓 진술을 하여 회사의 돈을 낭비했고, 다른 실종자를 찾는 데 사용할 수 있었던 인력을 낭비했다고 주장하며, 11만 달러의 손해배상을 청구했다.

### 케일리 법(Caylee’s Law)[17]
케이시 앤서니 사건 이후, 미국에서는 부모에게 아이의 실종이나 사망을 빠른 시일 내에 신고하게 하는 법안을 만들자는 주장이 제기되었다. 현재 플로리다, 오클라호마, 뉴욕, 버지니아 등 최소 16개 주에서 법률가들이 초안을 작성하는 중이며, 케일리 법 불리는 이 법안은 2013년 즈음에 각 주 의회에 상정될 예정이다. 플로리다 주의 경우 이미 주지사 릭 스콧(Rick Scott)의 서명을 받아 의회에 상정되었다.
인터넷에서는 아이의 실종을 빨리 신고하지 않는 부모를 연방법으로 처벌하자는 온라인 청원운동이 시작되었으며, 현재 100만 명이 넘는 사람들이 서명에 참여했을 정도로 큰 호응을 얻고 있다.

### 케일리의 추도식
많은 사람들이 자신들만의 방식을 통해 케일리를 추도하고 있다. 가수들은 케일리 송(Caylee’s Song)을 만들어 추모하였고, 사진가들은 케일리를 위한 비디오를 만들었다. 케일리의 시신이 발견된 숲에는 수많은 사람들이 찾아와 꽃과 편지, 장난감을 두고 갔으며 수백 명의 사람들이 케일리의 장례식에 참석하여 명복을 빌었다.